# Eoconstrictor
Eoconstrictor — викопний рід змій родини удавових (Boidae), що існував в еоцені в Європі. Численні викопні рештки знайдені в Німеччині: в Мессельському кар'єрі у Гессені та у Гейзетальській долині у землі Саксонія-Ангальт.

## Види
Типовий вид названий Стефаном Шалем у 2004 році як Palaeopython fischeri на честь тодішнього міністра закордонних справ Німеччини Йошки Фішера. Рештки знайдено у Мессельському кар'єрі.. Пізніше експертиза роду Palaeopython показала, що вид має суттєві відмінності, тому він був у 2020 році перенесений у власний рід Eoconstrictor. У наступному дослідженні Georgalis, Rabi & Smith (2021) переосмислили вид «Paleryx» spinifer з еоцену Гейзетальського лагерштетту як другий вид, що належить до роду Eoconstrictor. Palci та ін. (2023) назвали третій вид, що належить до цього роду E. barnesi, що описаний на основі скам'янілостей із Гейзетальського лагерштетту. Вид названо на честь Бена Барнса, який був піонером у палеонтологічних розкопках і дослідженнях родовищ бурого вугілля в Гейзельталі в 1920-х роках.